# Dendrophidion paucicarinatum
Dendrophidion paucicarinatum — вид змій родини полозових (Colubridae). Мешкає в Коста-Риці і Панамі.

## Поширення і екологія
Dendrophidion paucicarinatum мешкають в горах Коста-Рики і західної Панами. Вони живуть у вологих гірських і хмарних тропічних лісах. Зустрічаються на висоті від 1000 до 2000 м над рівнем моря.